# Bai Ta Zhi Guang
Bai Ta Zhi Guang (deutscher Festivaltitel Der schattenlose Turm, englischer Festivaltitel The Shadowless Tower) ist ein chinesischer Spielfilm unter der Regie von Zhang Lu aus dem Jahr 2023. Der Film feierte am 18. Februar 2023 auf der Berlinale seine Weltpremiere im Wettbewerb um den Goldenen Bären, den Hauptpreis der Berlinale.

## Handlung
Gu Wentong ist ein alleinstehender Mann, dessen Vater seit mehr als 40 Jahren vermisst wird. Er lernt den jungen Fotografen Ouyang Wenhui bei dessen Arbeit kennen. Als Gu Wentong zufällig den Aufenthaltsort seines Vaters erfährt, ermutigt ihn der Fotograf, sich seinem Vater zu stellen und die lange verlorene Vater-Sohn-Beziehung wieder aufleben zu lassen.

## Produktion

### Filmstab
Regie führte Zhang Lu, von dem auch das Drehbuch stammt.
In wichtigen Rollen sind Xin Baiqing, Huang Yao, Tian Zhuangzhuang, Nan Ji, Siqin Gaowa und Wang Hongwei zu sehen.

### Dreharbeiten und Veröffentlichung
Der Film feierte am 18. Februar 2023 auf der Berlinale seine Weltpremiere im Wettbewerb um den Goldenen Bären, den Hauptpreis der Berlinale.

## Auszeichnungen und Nominierungen
- 2023: Internationale Filmfestspiele Berlin (Wettbewerb um den Goldenen Bären)